# Stazione di Nitra
La stazione di Nitra è una fermata ferroviaria della linea Nové Zámky-Prievidza.

## Storia
La stazione entrò in servizio nel 1876 con l'apertura della tratta Ivanka pri Nitre (Nyitraivánka) - Nitra (Nyitra). La ferrovia per Topoľčany (Nagytapolcsány) fu aperta nel 1881 e il binario locale Nitra - Zbehy (Izbék) - Radošina (Radosna) nel 1909.